# Gregorio Aglipay
Gregorio Aglipay (ur. 5 maja 1860, zm. 1 września 1940) – filipiński duchowny chrześcijański.

## Życiorys
Urodził się w Batac w prowincji Ilocos Norte. Wcześnie został osierocony przez rodziców. Trudna sytuacja materialna zmusiła go do podjęcia pracy na plantacji. Jako czternastolatek został skazany na karę więzienia, nie zdoławszy uprzednio zebrać wymaganej od niego części rosnącego na polu, na którym był zatrudniony, tytoniu. Po odbyciu kary udało mu się wstąpić do katolickiego seminarium duchownego w Vigan. Kształcił się też następnie w manilskim Colegio de San Juan de Letran. Przyjął święcenia kapłańskie, został skierowany do pracy w parafii. Praca duszpasterska nie przeszkodziła mu niemniej w aktywnym wspieraniu skierowanej przeciwko Hiszpanii rewolucji filipińskiej z 1896. W 1898 prezydent Emilio Aguinaldo mianował go kapelanem rządu rewolucyjnego.
Aglipay stopniowo zaczął odnosić się coraz bardziej krytycznie do polityki swojej macierzystej denominacji wobec Filipin. Jego sprzeciw budziła zwłaszcza motywowana względami rasowymi dyskryminacja rodzimego filipińskiego kleru. Ostatecznie zdecydował się na porzucenie katolicyzmu. Wraz z grupą popierających go księży 26 października 1902 utworzył Niezależny Kościół Filipiński. Od 1903 aż do swojej śmierci stał na jego czele. Był zwolennikiem nadania życiu religijnemu wyraźnie narodowego kolorytu, doprowadził do kanonizacji tak José Rizala, jak i tak zwanej Gomburzy, grupy filipińskich księży katolickich straconych przez Hiszpanów w 1872. 
Podobnie jak wielu innych przedstawicieli filipińskiej elity był wolnomularzem. Angażował się także w życie polityczne. W 1935 kandydował na prezydenta Filipin, startując przy tym z poparciem i we współpracy z filipińską partią komunistyczną. Przegrał z Manuelem Luisem Quezonem. Krótko przed śmiercią poślubił Pilar Jamias y Ver. Założony przezeń kościół pozostaje symbolem filipińskiej walki przeciwko obcym wpływom.